# آزاده
آزاده صفتی است به معنی آزاداندیش و کسی که زیر سلطه کس دیگری نمی‌رود. این صفت به عنوان اسم خاص برای زنان و نیز به عنوان نام خانوادگی به کار می‌رود. این واژه در موارد زیر کاربرد دارد:

## لقب خاص
- آزاده، اسیر جنگی ایرانی آزادشده پس از جنگ ایران و عراق (فرهنگ عمید)

## نام کوچک
- آزاده (شاهنامه)، یکی از نام‌های شاهنامه
- آزاده صمدی
- آزاده شفیق
- آزاده نامداری، مجری تلویزیون
- آزاده اردکانی، رئیس سابق موزه ملی ایران
- آزاده مقصودی نوازنده ویولن ایرانی‌تبار آلمانی
- آزاده آل‌یعقوب، مشهور به خاله نرگس، مجری برنامه‌های کودک در صدا و سیمای جمهوری اسلامی ایران
- آزاده زارعی، بازیگر سینما و تلویزیون ایران

## نام خانوادگی
- جواد آزاده
- پویان آزاده، پیانیست، آهنگساز، پداگوگ و پژوهشگر موسیقی ایرانی